# منطقة جبل كمغانغ السياحية
منطقة جبل كمجانج السياحية هي منطقة إدارية خاصة في كوريا الشمالية. جرى إنشاؤها لخدمة السياح الكوريين الجنوبيين القادمين إلى جبل كمجانج (جبل الماس). تعد المنطقة إحدى رموز التعاون الاقتصادي بين الدولتين الكوريتين، وتتأثر المنطقة بالتوترات المتكررة بينهما؛ إذ عُلقت برامج الجولات السياحية في المنتجع بعد إطلاق النار على سائحة كورية جنوبية في يوليو 2008، ما أدى إلى مقتلها. وعندما واقع حادث غرق الفرقيطة تشونان التابعة للبحرية الكورية الجنوبية، قام الرئيس لي ميونغ باك بوقف التعاملات التجارية والاستثمارات الجديدة بين الكوريتين فيما عرف بإجراءات 24 مايو، لكنه استثنى منطقة جبل كمغانغ ومنطقة كايسونغ الصناعية من هذه الإجراءات.
في أكتوبر 2015،كان المنتجع مكان الملتقى للأسر المشتتة بعد الحرب بين الكوريتين، إذ ذهب في 20 أكتوبر 389 فردًا من كوريا الجنوبية للقاء ذويهم من كوريا الشمالية.
صوت البرلمان الكوري الشمالي في فبراير 2023 على إلغاء قوانين تعاون اقتصادي مع كوريا الجنوبية، من بينها قانون مشروع جبل كمجانج السياحي.